# (45305) Paulscherrer
(45305) Paulscherrer ist ein Asteroid des mittleren Hauptgürtels. Er wurde am 4. Januar 2000 von dem Schweizer Amateurastronomen Stefano Sposetti am Osservatorio Astronomico di Gnosca (IAU-Code 143) in Gnosca im Kanton Tessin entdeckt.
Der Asteroid gehört zur Maria-Familie, einer Gruppe von Asteroiden, die nach (170) Maria benannt ist.
(45305) Paulscherrer wurde am 13. Juni 2006 nach dem Schweizer Physiker Paul Scherrer (1890–1969) benannt, der 1916 zusammen mit Peter Debye das Debye-Scherrer-Verfahren zur Strukturbestimmung von Kristallen mittels Röntgenstrahlen entwickelte und sich ab 1930 verstärkt der Kernphysik zuwandte. Nach Peter Debye war 2002 der Asteroid (30852) Debye benannt worden.